# Trest smrti v Belgii

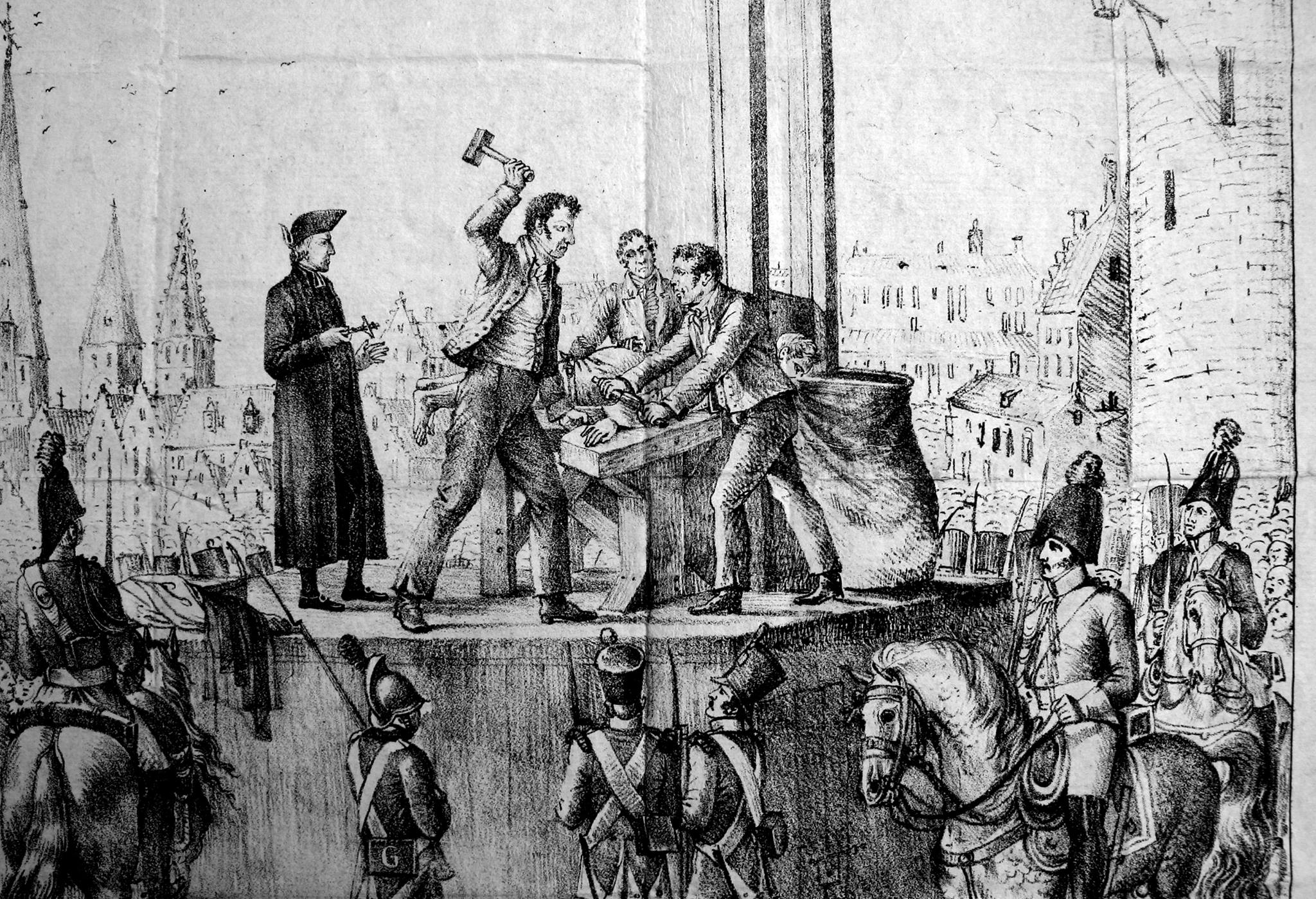
Poprava v Gentu za vraždu, 1822

Trest smrti v Belgii za všechny zločiny v době míru i v době války byl oficiálně zrušen 1. srpna 1996. Poslední poprava za zločiny spáchané v době míru byla vykonána v červenci roku 1863, kdy byl v Ypres popraven za vraždu farmář. Poslední poprava za civilní zločin spáchaný v době války byla vykonána 26. března 1918, kdy byl ve věznici Veurne sťat gilotinou Émile Ferfaille, vojenský důstojník, který byl odsouzen za zabití své těhotné přítelkyně. Byla to první poprava vykonaná v Belgii od roku 1863. Aby mohla být poprava provedena, musela být gilotina dovezena z Francie.
Od listopadu 1944 do srpna 1950 bylo v Belgii popraveno 242 lidí za zločiny spáchané během druhé světové války, přestože počet vynesených rozsudků smrti v témže období byl 2940. Z těchto 242 popravených bylo 241 lidí odsouzeno za kolaboraci. Poslední osobou, která byla v Belgii popravena, byl německý válečný zločinec Philipp Schmitt. Schmitt byl velitelem koncentračního tábora Fort Breendonk a popraven byl 8. srpna 1950. Přestože belgický trestní zákoník stanoval jako způsob popravy dekapitaci, bylo všech 242 popravených odsouzeno vojenským soudem, a tak byli všichni zastřeleni.
Dne 1. ledna 1999 vstoupil v platnost protokol č. 6 Úmluvy o ochraně lidských práv a základních svobod, který zakazuje trest smrti za všech okolností. Belgie podepsala i Druhý opční protokol Mezinárodního paktu o občanských a politických právech. Dne 2. února 2005 byl zákaz trestu smrti zahrnut do belgické ústavy.

## Historie

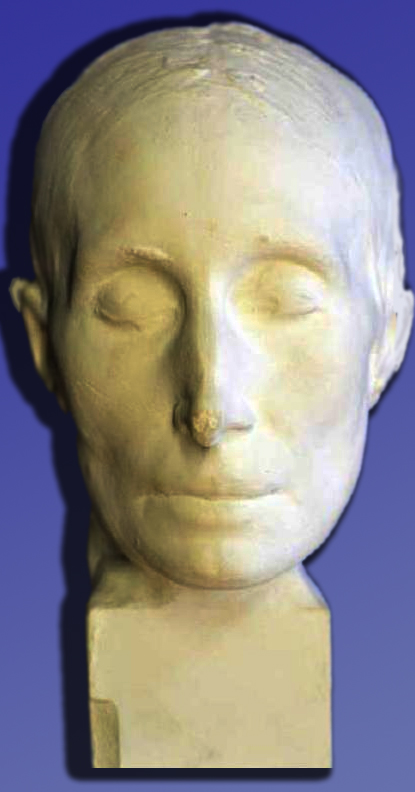
Posmrtná maska Euphrasie Deroux, maska je uchovávána v Policejním muzeu v Bruselu

Debata o trestu smrti se v Belgii vedla od získání nezávislosti v roce 1830. Jako první si otázku o vhodnosti trestu smrti ve své knize O trestu smrti z roku 1827 položil Édouard Ducpétiaux. Ducpétiaux dospěl k názoru podporujícímu zrušení trestu smrti. Když Belgie 4. října 1830 získala nezávislost, navrhla komise odpovědná za vypracování nové ústavy, aby byl parlament přinucen k projednání zrušení trestu smrti do pěti let od vstupu belgické ústavy v platnost.
Zákonodárci se inspirovali Napoleonovým soudním kodexem (porotní soudy, gilotina atd.) a trest smrti v trestním zákoníku zachovali. Navíc měly popravy probíhat s účastí veřejnosti na veřejném prostranství. Národní kongres však při navrhování ústavy do ní vložil článek 73, který králi udělil právo od trestu "upustit nebo snížit tresty vynesené soudci".

### Vláda Leopolda I. (1831–1865)
První návrh na zrušení trestu smrti ve sněmovně reprezentantů vznesl Henri de Brouckère. Následně sněmovna pověřila ministra spravedlnosti, aby si vyžádal stanovisko soudů a tribunálů ohledně otázky zrušení trestu smrti. Soudní orgány se velkou většinou vyslovily proti zrušení trestu smrti. Přesto po dobu téměř pěti let nebyl vykonán žádný trest smrti, protože vláda rozsudky smrti systematicky zmírňovala. Po protestech poslanců ve prospěch zachování trestu smrti, kteří si stěžovali na vládní praxi, ve které viděli "zneužití práva na milost", se 10. února 1835 v Belgii uskutečnila první poprava. Toho dne byl na náměstí v Kortrijku popraven recidivista odsouzený za vraždu. Tato poprava přiměla Henriho de Brouckère a další poslance předložit nový návrh na zrušení trestu smrti.
O otázce o zrušení trestu smrti se během vlády Leopolda I. pravidelně diskutovalo. V roce 1834 navrhl ministr spravedlnosti vyloučit z trestu smrti "politické zločiny", což však bylo schváleno až mnohem později. O zrušení trestu smrti se v parlamentu opět hlasovalo v letech 1851 až 1852 a v roce 1865, tentokrát s podporou vlády. Pokaždé byl však návrh zamítnut.
Za vlády Leopolda I. bylo v Belgii vyneseno 325 rozsudků smrti. Z nich bylo vykonána 55. Návrhy na milost byly vždy projednávány v Radě ministrů. Pokud při hlasování došlo k rovnosti hlasů, bylo rozhodnuto ve prospěch odsouzených. V roce 1846 byla popravena Euphrasie Deroux a stala se tak poslední ženou popravenou v Belgii na základě odsouzení za civilní trestný čin.

### Vláda Leopolda II. (1865–1909)
Král Leopold II. byl zásadně proti trestu smrti. V letech 1865 až 1879 jako první ministr spravedlnost Jules Bara podpořil politiku udílení milostí. Zavedl automatické zmírnění trestu smrti. Poté se až do roku 1918 v Belgii žádné popravy nekonaly. Ovšem nový trestní zákoník z roku 1867 s trestem smrti nadále počítal.

### Vláda Alberta I. (1909–1934)
Král Albert I. nebyl zásadním odpůrcem trestu smrti. A tak v době první světové války byl dne 26. března 1918 gilotinou sťat Émile Ferfaille. Popravu vykonal kat Anatole Deibler, který se svými pomocníky přijel z Paříže a dovezl i gilotinu. Král odmítl Ferfaillemu udělit milost a jeho zločin označil za odporný. I vzhledem k tomu, že odsouzeným byl seržant dělostřelectva, by jeho omilostnění vedlo k jeho uvěznění v bezpečí, zatímco jeho spolubojovníci nasazovali své životy v zákopech.
Po válce byl 11. června 1921 porotou soudu v Lutychu k trestu smrti odsouzen Joseph Douhard, dělník původem z Herstalu, za kolaboraci s německými okupanty. Porotci podepsali petici požadující vykonání rozsudku, ale ministr spravedlnosti Émile Vandervelde, který byl proti trestu smrti, trval na tom, aby odsouzený požádal krále o milost. Ten neměl jinou možnost, než žádost přijmout, aby neohrozil stabilitu vlády.
O pět let později byli po dlouhé debatě v Radě ministrů omilostněni také tři Němci odsouzení k trestu smrti za atentát na belgického důstojníka. Poté docházelo k automatickému zmírňování trestu smrti až do konce druhé světové války.

### Vláda regenta Karla Belgického
Po druhé světové válce veřejnost toužila po potrestání těch, kteří aktivně kolaborovali s německými okupanty. Z 1202 lidí (nepočítaje ty, kteří byli odsouzeni v nepřítomnosti) odsouzených k trestu smrti, jich bylo popraveno 242 (106 ve Vlámsku, 122 ve Valonsku a 14 v Bruselu).
Poslední osobou popravenou v Belgii, byl německý válečný zločinec Philipp Schmitt. Schmitt byl velitelem koncentračního tábora Fort Breendonk a popraven byl 8. srpna 1950. Přestože belgický trestní zákoník stanoval jako způsob popravy dekapitaci, bylo všech 242 popravených odsouzeno vojenským soudem, a tak byli všichni zastřeleni. Po roce 1950 opět byly rozsudky smrti automaticky měněny na trest odnětí svobody na doživotí.

### Aplikace trestu smrti v belgických koloniích
Situace v Belgickém Kongu (1908–1960) a v Ruanda-Urundi se od situace v Evropě lišila. Většina afrických žádostí o milost byla zamítnuta. Ministři kolonií, kteří rozhodovali o přijetí či zamítnutí žádosti o královskou milost, byli zastánci trestu smrti, jelikož se týkal pouze neevropanů. V letech 1931 až 1953 byl trest smrti vynesen v 260 případech, z nichž bylo vykonáno 127 rozsudků smrti. Žádný Belgičan nebyl v afrických koloniích k trestu smrti odsouzen.
V Ruanda-Urundi byl 30. června 1962, den předtím, než Burundi získalo nezávislost, popraven Evropan. Šlo o Řeka Jeana Kageorgise. Ten byl nájemným vrahem a zavraždil premiéra Burundi, prince Louise Rwagasoreho. Ministr zahraničních věcí Belgie Paul-Henri Spaak ze strachu před problémy, které by jeho omilostnění mohlo způsobit, požádal krále Baudouina I., aby žádost o milost zamítl. Stalo se tak naposledy, kdy belgický panovník žádosti o zmírnění trestu smrti nevyhověl.